# Mijaíl Guzhavin

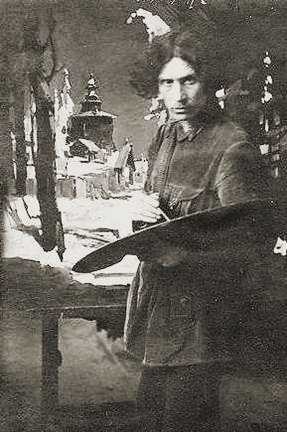
Mijaíl Guzhavin en su estudio (finales de la década de 1920)

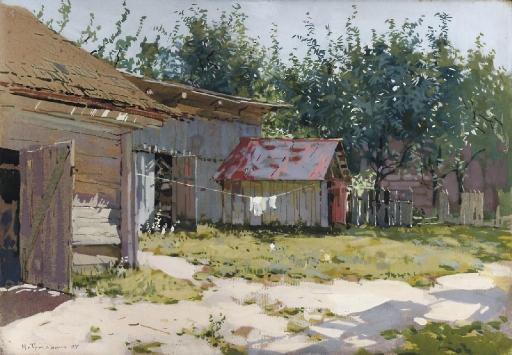
Verano en el patio

Mijaíl  Markélovich Guzhavin (ruso: Михаил Маркелович Гужавин; 17 de febrero de 1888, Guzhavino, distrito de Urzhumsky — 12 de enero de 1931, San Peterburgo) fue un pintor de paisajes y artista gráfico ruso.

## Biografía
Nació dentro de una familia de campesinos que llegaron a ser curatos de la iglesia local. Sus primeras lecciones de arte fueron en el taller de iconografía de la Sociedad Imperial de Fomento de las Artes en San Petersburgo. En 1911, entró en la clase de pintura de paisajes de Nikolay Dubovskoy en la Academia Imperial de las Artes, estuvo influenciado por el estilo de Isaac Levitan.
En 1917 su pintura "Noche tranquila" le confirió el título de "Artista" y con ello un salario para continuar sus estudios en el extranjero, cosa de la que no se aprovechó. Ese mismo año fue el último ganador del premio Yendogurov (en honor de los hermanos Sergey e Ivan Yendogurov, pintores paisajistas) a propuesta de la Academia.
Estableció un estudio y permaneció en San Petersburgo (entonces Petrogrado) hasta principios de 1920, cuando la guerra civil rusa hizo que la situación se volviera muy complicada. Se trasladó a la región de Poltava y allí estableció un nuevo estudio con un taller donde dio lecciones de arte hasta 1924. A pesar de sus esfuerzos por huir de la agitación, existen evidencias de haber estado muy cerca de ser ejecutado por el Ejército Blanco. Poco después volvió a San Petersburgo (entonces Leningrado). Algunas fuentes indican que murió en 1929 a pesar de que existen trabajos con fechas posteriores.
Durante su carrera, exhibió frecuentemente, solamente interrumpido durante la guerra civil; en la exhibición de Primavera de la Academia Imperial, con la "Общины художников" (Comunidad de Artistas), la Sociedad Kuindzhi y el Peredvizhniki. La mayoría de sus obras se encuentran en museos regionales o en colecciones privadas.